# Красиевка
Красиевка (бел. Красиевка) — деревня в Ивановском районе Брестской области. Входить в состав Молодовского сельсовета.

## География
Расположена на одном из безымянных притоков реки Ясельда, в 2 км к юго-западу от агрогородка Молодово, центра сельсовета.

## История
В 30 апреля 1960 году деревня Смердячи переименована в Красиевку.
До 2013 года деревня входила в состав Достоевского сельсовета.